# 冯塘乡
冯塘乡，是中华人民共和国河南省周口市淮阳区下辖的一个乡镇级行政单位。

## 行政区划
冯塘乡下辖以下地区：
冯塘村、贾庄村、张楼村、刘庄村、于刘寨村、陈老家村、杨楼村、丁洼村、阮桥村、雷堂村、张沟村、杨庄村、龙虎村、方营村、各庄村、刘陈村、郭集村、路营村、胡庄村、石集村、位庄村、代楼村、大孙庄村、朱文庄村、师楼村、王井村、常佰屯村和汲公集村。